# Антоніо Гомес
Антоніо Гомес (ісп. Antonio Gómez; 7 вересня 1945) — венесуельський професійний боксер.
Чемпіон світу у напівлегкій вазі за версією WBA (02.09.1971—19.08.1972).

## Спортивна кар'єра
У професійному боксі дебютував 28 лютого 1967 року, перемігши свого співвітчизника Едуардо Бланко.
5 вересня 1970 року в поєдинку за звання чемпіона Північноамериканської боксерської федерації (англ. NABF) у напівлегкій вазі переміг Фернандо Сотело (Мексика).
2 вересня 1971 року, як претендент, змагався у поєдинку за звання чемпіона світу у напівлегкій вазі за версією WBA. Перемігши Сайдзьо Сьозо (Японія), став чемпіоном світу.
5 лютого 1972 року захистив свій титул у двобої проти Рауля Мартінеса Мора (Мексика).
19 серпня 1972 року втратив свій чемпіонський титул, поступившись Ернесто Марселю (Панама). Рік потому здійснив спробу повернути титул, але знову поступився тому ж таки Ернесто Марселю.